# Laufzeitfonds
Ein Laufzeitfonds ist ein Investmentfonds mit einer von vornherein begrenzten Laufzeit. Der Kauf ist für Anleger nur während der Zeichnungsfrist möglich. Das investierte Vermögen bleibt bis zum Laufzeitende im Fonds. Während der Laufzeit können die Anleger Fondsanteile börsentäglich verkaufen. Am Laufzeitende wird der gesamte Fonds aufgelöst und das angelegte Kapital einschließlich der aufgelaufenen Erträge an die Anteilinhaber ausgeschüttet. 
AS-Fonds und Offene Immobilienfonds dürfen in Deutschland nicht als Laufzeitfonds aufgelegt werden.

## Lebenszyklusfonds
Lebenszyklusfonds sind eine Sonderform der Laufzeitfonds. 
Die Zusammensetzung des Portfolios hängt bei Lebenszyklusfonds davon ab, wie viel Zeit noch bis zum Zieldatum verbleibt. Ist diese Zeitspanne noch sehr groß, dann besteht der Fonds überwiegend aus Aktien. Diese bieten auf lange Sicht eine bessere Rendite, sind jedoch mit dem Risiko von Kursverlusten behaftet. Im Falle einer Baisse bleibt aber noch genug Zeit, diese Kursverluste wieder auszugleichen. Je näher das Zieldatum kommt (zum Beispiel der geplante Rentenbeginn), desto mehr wird das Geld in Anleihen hoher Bonität umgeschichtet, so dass das erreichte Kapital nicht mehr verloren gehen kann.
Sie sind in erster Linie für die private Altersvorsorge gedacht und sind seit 2004 in Deutschland erhältlich.